# 飯山栄作
飯山 栄作（いいやま えいさく、1907年9月2日 - 1945年2月26日）は、日本の柔道家（講道館7段、大日本武徳会教士）。
戦前の全日本選士権大会を2度制したほか明治神宮競技大会や昭和天覧試合でも活躍するなど、当時の柔道界きっての強豪として知られた。警視庁柔道教師などを務め後進の指導と柔道の発展に当たったが、太平洋戦争で戦死した。

## 経歴
1907年、富山県高岡市の片原町に居を構える飯山竹次郎の家に長男として生まれる。高岡商工実修学校在学中より横田喜義師範の下で柔道の稽古に励み、1925年に講道館へ入門して僅か3カ月後には初段位を許された。翌26年には10月に2段となり、11月の第3回明治神宮競技大会では柔道競技（青年団の部）の勇組に出場、第3組の6人リーグ戦では6戦全勝で1位となったが、決勝リーグ戦では3勝2敗で鹿児島の平田進と岡山の谷佐田栄次に次ぐ3位に甘んじた。
以後は前にも増して柔道の稽古に専心打ち込み、1927年より県立福野農学校（後の県立南砺福野高校）の柔道教師となって、1930年には講道館の4段位と大日本武徳会の精錬証を受けた。同年11月の第1回全日本選士権大会に一般壮年前期の部で出場した飯山は、準決勝戦で朝鮮の木谷重利4段を移腰に破り、決勝戦では東京学生柔道界の花形である笠原巌夫5段と大接戦を繰り広げ、主審を務める三船久蔵7段（のち10段）の首を捻らせたものの選士権獲得はならず。それでも、このように柔道家として順調に出世し名を馳せた飯山は、翌31年7月には5段位に列せられた。
その後、1931年9月に警視庁に入り東京市深川区（後の東京都江東区）に本拠を置き巡査となった飯山は、独自の級制度を設ける警視庁ですぐにこれを受験し3級に合格。1932年には東京水上警察署の助手を任ぜられ、1933年警視庁柔道教師を拝命した。
この頃から4 - 5年が飯山の選手としての最盛期であり、身長170 cm・体重79 kgという中型の体躯ながら右の内股、体落、小外刈を得意とし、足払も巧みで、特に小外掛や小外刈から内股に展開し、更に小外刈へ変化するという連絡技に長けていたという。また越中人らしい粘り強さも武器の1つであった。
| 段位 | 年月日         | 年齢 |
| ---- | -------------- | ---- |
| 入門 | 1925年8月2日   | 17歳 |
| 初段 | 1925年11月20日 | 18歳 |
| 2段  | 1926年10月     | 19歳 |
| 3段  | 1927年5月      | 19歳 |
| 4段  | 1930年1月      | 22歳 |
| 5段  | 1931年7月      | 23歳 |
| 6段  | 1936年2月      | 28歳 |
| 7段  | 1941年4月1日   | 33歳 |

競技歴としては、1932年の10月11日と12日に陸軍戸山学校演習場で開催された第4回全国警察官武道大会に警視庁3級で出場し、準決勝戦で北海道の樫村実3段を出足払、決勝リーグ戦では大阪の神原良太郎4段を大外返で、福岡の境慧5段を内股でそれぞれ降し、優勝した飯山は瞬く間に「警視庁に飯山あり」とその名を知られる所となった。
続く11月の第3回全日本選士権大会の一般壮年前期の部に第2区代表として出場した飯山は、朝鮮柔道界の傑物と知られた池化竜4段に体落で畳を背負わせ、大阪の小谷文治郎4段を小外掛に破って、優勝を決めた。主審を担当した田畑昇太郎8段（のち10段）をして「飯山強し」と言わしめている。
1934年5月の皇太子殿下御誕生奉祝天覧武道大会には指定選手として出場、予選リーグ戦で埼玉の曽根幸蔵6段、茨城の川上忠5段を相手に勝利を収めたが、宮崎の緒方峻6段に優勢で敗れて決勝リーグ戦出場はならず。
同年9月の内地外地対抗試合では内地軍8将に抜擢され、外地軍大将の神田久太郎6段を得意の内股で宙に舞わせ、内地軍に7人残しの大勝をもたらした。
1935年10月の第5回全日本選士権大会では、日本柔道界の最高峰とも言える専門壮年前期の部に前々大会と同じく第2区代表として出場し、準決勝戦で武道専門学校出身の瀬戸口新吉5段を小外刈で降した。一方、書籍『大日本柔道史』は小外落で降したとしている。決勝戦で後藤三郎5段を小外刈で降して優勝を果たした。一方、書籍『大日本柔道史』は小外掛で降したとしている。審判は、準決勝戦が佐村嘉一郎8段（のち10段）、決勝戦が三船久蔵8段（のち10段）であった。
なお、飯山はこの間1934年3月に大日本武徳会の錬士号を、同5月に教士号を受けている。1936年2月には講道館6段となり、同年4月に福岡市で開催された第1回全日本東西対抗大会に東軍八将として出場、西軍九将の高木栄一郎5段と引き分けた。

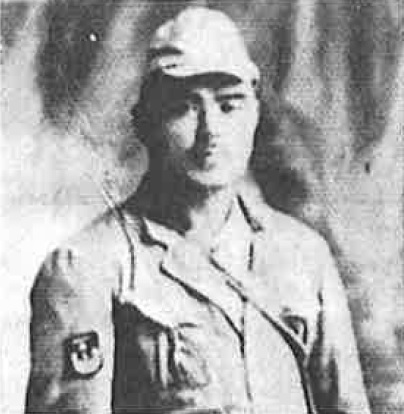
1943年に家族に贈られた
軍服姿の生前最後の写真

1938年に関東州警察部に招聘された飯山は、柔道教師として大連市に渡り、州警察のほか大連一中の教師を務めて柔道の普及・振興に尽力した。
一方、渡満後も引続き選手としても活躍し、1939年7月16日の東京学生連合対全満州対抗試合に満州軍大将として出場した。
1939年10月、大会方式が一新された日本選士権大会の第9回大会には専門の部で出場し、2回戦で長野の磯部章一5段を内股で、3回戦で広島の太田丈夫5段を小外掛で、4回戦で群馬の砂長喜右衛門5段を延長の末に判定で降したが、準決勝戦では兵庫の時実克己6段に判定で敗れて再度日本一の栄冠はならなかった。年齢別方式が廃止された同大会において、32歳という年齢は如何ともし難かったと言える（優勝した木村政彦5段は当時22歳）。
このほか、1940年2月に紀元2600年を祝して宮崎市で開催され第2回全日本東西対抗大会には、西軍選手の九将として小田常胤の弟子である東軍十将の遊田常義5段と引き分けている。
太平洋戦争の戦禍に暗雲が垂れ込める1943年、3月7日に召集された飯山は母隊である舞鶴海兵団の海軍陸戦隊員として参戦し、台湾を経てフィリピン諸島最大の島であるルソン島に派兵された。戦局が刻一刻と悪化する中、1945年2月26日に2隻の潜水艦でマニラから撤退を試みたが、飯山の搭乗する艦が沈没して戦死を遂げた。
柔道評論家のくろだたけしは、のち1985年に専門雑誌『近代柔道』の特集の中で、「戦死しなければ今頃は9段になっている柔道家」と、その死を惜しんでいる。
なお、飯山が隊員として召集された時に5歳であった長男は戦後、東京スポーツ新聞社の記者となった。